# Liste der kroatischen Abgeordneten zum EU-Parlament (2013–2014)
Die Liste der kroatischen Abgeordneten zum EU-Parlament (2013–2014) listet alle kroatischen Mitglieder des 7. Europäischen Parlaments nach dem Beitritt Kroatiens zur EU und der Europawahl in Kroatien 2013.

## Mandatsstärke der Parteien
- GUE/NGL: 1
- S&D: 5
- EVP: 5
- EKR: 1

| Nationale Partei                                   | Mandate | Fraktion                                                                                  |
| -------------------------------------------------- | ------- | ----------------------------------------------------------------------------------------- |
| Hrvatska demokratska zajednica (HDZ)               | 5       | Fraktion der Europäischen Volkspartei (EVP)                                               |
| Socijaldemokratska partija Hrvatske (SDP)          | 5       | Fraktion der Progressiven Allianz der Sozialdemokraten im Europäischen Parlament (S&D)    |
| Hrvatski laburisti–Stranka rada (HL–SR)            | 1       | Konföderale Fraktion der Vereinten Europäischen Linken/Nordischen Grünen Linken (GUE/NGL) |
| Hrvatska stranka prava dr. Ante Starčević (HSP-AS) | 1       | Europäische Konservative und Reformisten (EKR)                                            |
| Gesamt                                             | 12      |                                                                                           |

## Abgeordnete
| Bild | Name                     | von          | bis           | Partei | Fraktion | Anmerkungen |
| ---- | ------------------------ | ------------ | ------------- | ------ | -------- | ----------- |
|      | Marino Baldini           | 1. Juli 2013 | 30. Juni 2014 | SDP    | S&D      |             |
|      | Biljana Borzan           | 1. Juli 2013 | 30. Juni 2014 | SDP    | S&D      |             |
|      | Zdravka Bušić            | 1. Juli 2013 | 30. Juni 2014 | HDZ    | EVP      |             |
|      | Ivana Maletić            | 1. Juli 2013 | 30. Juni 2014 | HDZ    | EVP      |             |
|      | Sandra Petrović Jakovina | 1. Juli 2013 | 30. Juni 2014 | SDP    | S&D      |             |
|      | Tonino Picula            | 1. Juli 2013 | 30. Juni 2014 | SDP    | S&D      |             |
|      | Andrej Plenković         | 1. Juli 2013 | 30. Juni 2014 | HDZ    | EVP      |             |
|      | Davor Stier              | 1. Juli 2013 | 30. Juni 2014 | HDZ    | EVP      |             |
|      | Dubravka Šuica           | 1. Juli 2013 | 30. Juni 2014 | HDZ    | EVP      |             |
|      | Ruža Tomašić             | 1. Juli 2013 | 30. Juni 2014 | HSP-AS | EKR      |             |
|      | Oleg Valjalo             | 1. Juli 2013 | 30. Juni 2014 | SDP    | S&D      |             |
|      | Nikola Vuljanić          | 1. Juli 2013 | 30. Juni 2014 | HL–SR  | GUE/NGL  |             |